# Jukka Keskisalo
Jukka Pekka Sakari Keskisalo (Varkaus, 27 maart 1981) is een Finse voormalig atleet. Keskisalo was gespecialiseerd in de steeplechase en de 1500 m. Hij nam eenmaal deel aan de Olympische Spelen, maar won hierbij geen medailles.

## Loopbaan
Keskisalo eindigde als negende op de steeplechase tijdens de Wereldkampioenschappen van 2003 in Parijs in een persoonlijke recordtijd van 8.17,72. Op het EK van 2006 in Göteborg behaalde hij de gouden medaille op de steeplechase, dankzij zijn sprint in de laatste ronde. Dat jaar werd hij ook vierde op de IAAF wereldbeker.
Hij vertegenwoordigde zijn vaderland bij de Olympische Spelen van 2012 (Londen) op de 3000 meter steeplechase waar hij de finale liep. Hij moest de strijd voor de finish staken.
Keskisalo zette in 2015 een punt achter zijn carrière.

## Titels
- Europees kampioen 3000 m steeplechase 1996
- Fins kampioen 1500 m - 2003, 2006
- Fins kampioen 3000 m steeplechase - 2003, 2005, 2006
- Fins indoorkampioen 3000 m - 2004

## Persoonlijke records
| Onderdeel           | Prestatie | Datum            | Plaats     |
| ------------------- | --------- | ---------------- | ---------- |
| 800 m               | 1.50,53   | 2000             |            |
| 1500 m              | 3.38,90   | 25 augustus 2009 | Tallinn    |
| 2000 m              | 5.00,32   | 25 juli 2009     | Lapinlahti |
| 3000 m              | 7.49,05   | 22 juli 2009     | Joensuu    |
| 5000 m              | 13.56,20  | 17 april 2009    | Walnut     |
| 2000 m steeplechase | 5.48,54   | 1999             |            |
| 3000 m steeplechase | 8.10,67   | 28 augustus 2009 | Zürich     |

## Palmares

### 1500 m
- 2003:  Europa Cup B - 3.44,81

### 3000 m steeplechase
Kampioenschappen
- 2003:  EK U23 - 8.28,53
- 2003:  Europa Cup B - 8.26,37
- 2006:  Europa Cup A - 8.30,45
- 2006:  EK - 8.24,89
- 2006: 4e IAAF wereldbeker - 8.29,42
- 2009: 8e WK - 8.14,47
- 2009: 5e Wereldatletiekfinale - 8.12,04
- 2012: DNF OS (series 8.29,13)

Golden League-podiumplekken
- 2009:  Meeting Areva – 8.15,59
- 2009:  Memorial Van Damme – 8.13,34

### veldlopen
- 2000:  Nordic Cross Country - 19:30